# Сахам (футбольный клуб)
«Сахам» — оманский футбольный клуб из города Сахм, выступающий в Оманской Премьер-лиге.

## История
Клуб основан 24 апреля 1972, зарегистрирован 26 июня 2002 года.
После успешного выступления в Первом дивизионе 2002/03 года провёл год в Премьер-лиге, но занял 12-е место и вернулся.
В сезоне 2007/08 выиграл финал Первого дивизиона, победив по пенальти «Аль-Шабаб», и со следующего сезона снова начал выступление в Премьер-лиге.
В 2009 году одержал победу в Кубке Омана, одолев клуб «Дофар», семикратного обладателя трофея. В 2013 году завоевал Кубок профессиональной лиги, победив по пенальти «Аль-Шабаб».

### История выступлений
| Сезон   | Дивизион     | Место | Кубок |
| ------- | ------------ | ----- | ----- |
| 2002/03 | 1ª           |       |       |
| 2003/04 | Премьер-Лига | 12-е  |       |
| 2004/05 | 1ª           |       |       |
| 2005/06 |              |       |       |
| 2006/07 |              |       |       |
| 2007/08 | 1ª           |       |       |
| 2008/09 | Премьер-Лига | 5-е   |       |
| 2009/10 | Премьер-Лига | 6-е   |       |
| 2010/11 | Премьер-Лига | 11-е  |       |
| 2011/12 | 1ª           | 1-е   |       |
| 2012/13 | Премьер-Лига | 3-е   |       |